# Ruínas da Igreja (Mazrek)
As ruínas da Igreja (em albanês:  Rrënojat e Kishës së Shatit) em Mazrek, Condado de Shkodër, na Albânia, são um Monumento Cultural da Albânia.